# Iskrița, Stara Zagora
Iskrița (în bulgară Искрица) este un sat în comuna Gălăbovo, regiunea Stara Zagora,  Bulgaria. 

## Demografie
Componența etnică a satului Iskrița
     Bulgari (92,69%)
     Romi (7,3%)
     Nicio identificare (0%)
     Altele (0%)
La recensământul din 2011, populația satului Iskrița era de 219 locuitori. Din punct de vedere etnic, majoritatea locuitorilor (92,69%) erau bulgari, cu o minoritate de romi (7,3%). Pentru 0% din locuitori nu este cunoscută apartenența etnică.